# Регіони Сербії

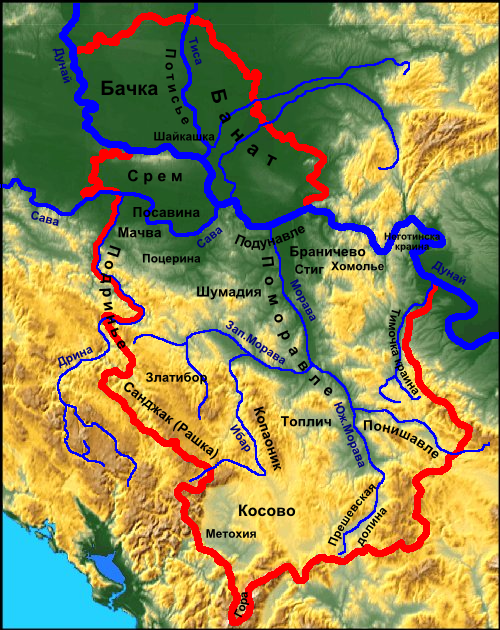
Регіони Сербії

Регіони Сербії — географічні та історичні регіони Сербії. У цих регіонів немає офіційного статусу, тому їх кордони часто розпливчасті, проте, деякі регіони є основою для округів Сербії. Зазвичай регіони є долинами річок, а їхні кордони — це гірські хребти та вершини.
У 2008 році на території автономного краю Косово і Метохія проголошено державу Республіка Косово. Внаслідок цього регіони, що знаходяться в Косово, є частинами спірної території.

## Північна Сербія
| Регіон            | Міста                            | Примітки                                                            |
| ----------------- | -------------------------------- | ------------------------------------------------------------------- |
| Бачка             | Новий Сад, Суботиця              | частина Воєводини; частково в Угорщині                              |
| Горній Брег       | Горній Брег                      | Субрегіон Бачки                                                     |
| Потисє            | Бечей, Сента                     | Субрегіон Бачки і Банату                                            |
| Шайкашка          | Темерин, Жабаль                  | Субрегіон Бачки                                                     |
| Телечка           | Врбас, Кула                      | Субрегіон Бачки                                                     |
| Банат             | Зренянин, Панчево                | частина Воєводини; частково в Румунії, Угорщині, Центральній Сербії |
| Горнє-Ливаде      |                                  | Субрегіон Банату                                                    |
| Іланджанський Рит | Іланджа, Локве                   | Субрегіон Банату                                                    |
| Панчевачки Рит    | Борча, Крняча                    | Субрегіон Банату; частина Центральній Сербії                        |
| Поморишє          | Новий Кнежеваць, Српський Крстур | Вважається субрегіоном Банату; частково в Угорщині та Румунії       |
| Репиште           | Кничанин                         | Субрегіон Банату                                                    |
| Великий Рит       |                                  | Субрегіон Банату                                                    |
| Срем              | Белград, Сремська Митровиця      | частина Воєводини; частково в Центральній Сербії та Хорватії        |
| Купиновський Кут  | Купиново                         | Субрегіон Підлужє                                                   |
| Подлужє           | Яково, Хртковці                  | Субрегіон Срем; частково в Центральній Сербії                       |

## Західна Сербія
| Регіон     | Міста                                    | Примітки                                                               |
| ---------- | ---------------------------------------- | ---------------------------------------------------------------------- |
| Колубара   | Валєво, Лазареваць                       | частково у Воєводині                                                   |
| Подгорина  | Валєво, Міониця                          | Субрегіон Колубари («Верхня Колубара»)                                 |
| Мачва      | Шабаць, Богатич                          | частково у Воєводині                                                   |
| Поцерина   | Петковиця, Текериш                       |                                                                        |
| Подринє    | Лозниця, Баїна-Башта                     | частково в Боснії і Герцеговині                                        |
| Азбуковиця | Любовія, Горня Любовиджя, Доня Любовиджя | Субрегіон Подриня                                                      |
| Ядар       | Лозниця, Осечина                         | Субрегіон Подриня                                                      |
| Лешниця    | Лешниця, Липничкий Шор                   | Субрегіон Подриня                                                      |
| Посавина   | Обреноваць, Звечка                       | географічно, більша частина в Словенії, Хорватії, Боснії і Герцеговині |
| Радевина   | Крупань, Пецька                          |                                                                        |
| Тамнава    | Уб, Коцелєва                             |                                                                        |

## Центральна Сербія
| Регіон            | Міста                               | Примітки                                                |
| ----------------- | ----------------------------------- | ------------------------------------------------------- |
| Шумадія           | Белград, Крагуєваць                 |                                                         |
| Белиця            | Ягодина, Маюр                       | Субрегіон Шумадії                                       |
| Гружа             | Книч, Гружа                         | Субрегіон Шумадії                                       |
| Ясениця           | Аранджеловаць, Смедеревська Паланка | Субрегіон Шумадії                                       |
| Качер             | Ліг, Белановиця                     | Субрегіон Шумадії                                       |
| Космай            | Младеноваць, Сопот                  | Субрегіон Шумадії                                       |
| Лепениця          | Крагуєваць, Баточина                | Субрегіон Шумадії                                       |
| Левач (Левче)     | Рековаць, Велике Пчелице            | Субрегіон Шумадії                                       |
| Лугомир           |                                     | Субрегіон Шумадії                                       |
| Темнич            | Варварин, Велика Дренова            | Субрегіон Шумадії                                       |
| Подунавлє         | Смедереве, Гроцька                  |                                                         |
| Велико Поморавлє  | Велика-Плана, Чупров                | частина Поморавля                                       |
| Західно Поморавлє | Чачак, Кралєво                      | частина Поморавля                                       |
| Црна Гора         | Косєрич, Єжевиця                    | Субрегіон Західного Поморавля; не плутати з Чорногорією |
| Расина            | Крушеваць, Паруноваць               |                                                         |
| Жупа              | Александроваць, Горнє Ратає         |                                                         |

## Східна Сербія
| Регіон             | Міста                            | Примітки                             |
| ------------------ | -------------------------------- | ------------------------------------ |
| Баня               | Сокобаня, Мозгово                |                                      |
| Браничево          | Велико-Градиште, Цареваць        |                                      |
| Црна Река          | Подгорач, Гамзиград              |                                      |
| Хомолє             | Жагубиця, Креполін               |                                      |
| Ключ               | Кладова, Брза-Паланка            |                                      |
| Кучай              |                                  |                                      |
| Неготинська Країна | Неготин, Ябуковаць               |                                      |
| Млава              | Петроваць-на-Млаві, Велико-Лаоле |                                      |
| Пореч              | Доній Милановаць, Рудна Глава    | не плутати з містом Пореч у Хорватії |
| Стиг               | Костолаць, Мало Црниче           |                                      |
| Сврліг             | Сврліг                           |                                      |
| Ресава             | Свилайнаць, Деспотоваць          |                                      |
| Тимочка Країна     | Заєчар, Княжеваць                |                                      |
| Висок              | північніше від Димитровграда     | частково в Болгарії                  |
| Заглавак           | схід від Княжевця                |                                      |
| Звижд              | Кучево, Нересниця                |                                      |

## Південно-західна Сербія
| Регіон            | Міста              | Примітки                                      |
| ----------------- | ------------------ | --------------------------------------------- |
| Старі-Влах        | Прибой, Прієполє   | частково в Боснії і Герцеговині та Чорногорії |
| Драгачево         | Лучани, Гучан      | Субрегіон Старі-Влаха                         |
| Ібарський Колашин | Тутин, Зубин Поток | Субрегіон Старі-Влаха; частково в Косові      |
| Комарані          | Бродарево, Гостун  | Субрегіон Полимлє; частково в Чорногорії      |
| Моравац           | Суві-До, Джерекаре | Субрегіон Пештера; частково в Чорногорії      |
| Моравиця          | Іваниця, Арил      | Субрегіон Старі-Влаха                         |
| Пештер            | Сєниця, Штаваль    | Субрегіон Старі-Влаха; частково в Чорногорії  |
| Полимлє           | Прибой, Прієполє   | Субрегіон Старі-Влаха; частково в Чорногорії  |
| Рашка             | Новий Пазар, Рашка | Субрегіон Старі-Влаха; частково в Чорногорії  |
| Тара              | Заовине, Перучац   | Субрегіон Старі-Влаха                         |
| Златибор          | Златибор, Чаєтина  | Субрегіон Старі-Влаха                         |

## Південна Сербія
| Регіон             | Міста                        | Примітки                                          |
| ------------------ | ---------------------------- | ------------------------------------------------- |
| Добрич             | південний схід від Прокупля  |                                                   |
| Голак              | північний захід від Сврліга  |                                                   |
| Голяк              | Туларе, Медвеча              | частково в Косові                                 |
| Гора               | Драгаш, Рестельниця          | частково в Косові                                 |
| Ябланиця           | Лесковац, Лебане             |                                                   |
| Південне Поморавлє | Вранє, Владичин-Хан          |                                                   |
| Биначко Поморавлє  | Гнілане, Буяновац            | Субрегіон Південного Поморавля; частково в Косові |
| Ізморник           | Косовська Кам'яниця, Коретин | Субрегіон Південного Поморавля; частина Косова    |
| Іногоште           | захід від Враня              | Субрегіон Південного Поморавля                    |
| Країште            | Босилеград                   | частково в Болгарії                               |
| Лужниця            | Бабушниця                    |                                                   |
| Мало Косово        | Подуєво, Главник             | частина Косова                                    |
| Горній Лаб         | північ від Подуєва           | Частково в Косові                                 |
| Метохія            | Призрен, Печ                 | частина Косова                                    |
| Хас                | Джяковиця, Велика-Круш       | Субрегіон Метохії; частково в Албанії             |
| Ополє              | Жур                          | Субрегіон Метохії                                 |
| Подгор             | Істок                        | Субрегіон Метохії                                 |
| Подрима            | Ораховаць, Клина             | Субрегіон Метохії                                 |
| Прекоруплє         | Північний схід Ораховця      | Субрегіон Метохії                                 |
| Ругова             | захід від Печа               | Субрегіон Метохії                                 |
| Пчиня              | Трговиште                    |                                                   |
| Поляниця           | південь від Лебане           |                                                   |
| Понишавлє          | Ниш, Пирот                   | частково в Болгарії                               |
| Коритниця          | Бела-Паланка                 | Субрегіон Понишавля                               |
| Пуста Река         | Бойник, Пуковац              |                                                   |
| Сиринич            | Штимлє, Брезовиця            |                                                   |
| Топлиця            | Прокуплє, Куршумлія          |                                                   |
| Косаниця           | Куршумлія, Рача, Пролом-Баня | Субрегіон Топлиці                                 |
| Косово Поле        | Приштина, Урошеваць          | частина Косова                                    |
| Дрениця            | Глоговаць, Србиця            | Субрегіон Косова Поля                             |
| Неродимлє          | Урошеваць, Горнє Неродимлє   | Субрегіон Косова Поля                             |
| Власина            | Црна-Трава                   |                                                   |
| Запланє            | Гаджина Хан                  |                                                   |
| Знеполє            | Стрезимировці                | частково в Болгарії                               |
| Жеглигово          | Гаджина Хан                  | частково в Македонії                              |
| Прешевська долина  | Прешево, Миратовац, Ораовиця | Субрегіон Жеглигово                               |